# Пудов, Николай Иванович
Никола́й Ива́нович Пу́дов (7 марта 1930 — 26 марта 1999) — советский легкоатлет, специалист по бегу на длинные дистанции. Выступал за сборную СССР по лёгкой атлетике в 1950-х годах, обладатель бронзовой медали чемпионата Европы, многократный призёр первенств всесоюзного и республиканского значения. Представлял Московскую область и спортивное общество «Трудовые резервы». Тренер и спорторганизатор. Мастер спорта СССР (1955). Заслуженный тренер СССР (1990).

## Биография
Родился 7 марта 1930 года.
Серьёзно заниматься спортом начал после окончания Великой Отечественной войны в 1945 году, первое время пробовал себя в лыжных гонках, затем в 1953 году перешёл в лёгкую атлетику, бег на длинные дистанции, и спустя два года стал членом советской сборной.
Тренировался в Московской области, выступал за РСФСР и всесоюзное добровольное спортивное общество «Трудовые резервы». Проходил подготовку под руководством заслуженного тренера СССР Григория Исаевича Никифорова.
Впервые заявил о себе на всесоюзном уровне в сезоне 1955 года, когда на чемпионате СССР в Тбилиси стал серебряным призёром в беге на 5000 метров. Принимал участие в легкоатлетическом турнире V Всемирного фестиваля молодёжи и студентов в Варшаве, где в той же дисциплине финишировал седьмым.
В 1957 году занял пятое место на кроссе Юманите во Франции, на чемпионате СССР в Москве взял бронзу в беге на 10 000 метров.
На чемпионате СССР 1958 года в Таллине с личным рекордом 14.01,4 выиграл бронзовую медаль в дисциплине 5000 метров. Попав в основной состав советской сборной, выступил на чемпионате Европы в Стокгольме, где установил личный рекорд в дисциплине 10 000 метров (29.02,2) и завоевал бронзовую награду — уступил здесь только поляку Здзиславу Кшишковяку и своему соотечественнику Евгению Жукову.
В 1959 году закрыл десятку сильнейших на кроссе Юманите, стал бронзовым призёром на дистанции 8 км на чемпионате СССР по кроссу в Москве.
После завершения спортивной карьеры занимался тренерской деятельностью, в частности в 1963—1974 годах являлся старшим тренером по видам выносливости в сборной команде СССР. Позднее — тренер легкоатлетических команд ВС ДСО Профсоюзов и ВС ДСО «Спартак». Среди его воспитанников такие известные советские бегуны как Николай Свиридов, Николай Дутов, Александр Морозов, С. Осипов, Ю. Михайлов, В. Веселов, Г. Киреева и др. Заслуженный тренер РСФСР. Заслуженный тренер СССР (1990).
В 1988—1997 годах занимал должность председателя Федерации лёгкой атлетики Москвы. Член президиума Федерации лёгкой атлетики СССР и Всероссийской федерации лёгкой атлетики.
В 1992—1999 годах — директор Школы высшего спортивного мастерства по лёгкой атлетике в Москве.
Автор книги «Советы бегунам» (1983).
Умер 26 марта 1999 года в возрасте 69 лет.
С 2000 года в Москве проводится традиционный легкоатлетический кросс «Мемориал заслуженного тренера СССР и России Н. И. Пудова».